# Bienvenido Granda
Bienvenido Rosendo Granda Aguilera, conosciuto semplicemente come Bienvenido Granda (L'Avana, 30 agosto 1915 – Città del Messico, 9 luglio 1983), è stato un cantante cubano, attivo dagli anni ‘40 agli anni '70, veniva soprannominato El bigote que canta (in italiano, Il baffo che canta), per via dei baffi che lo hanno sempre accompagnato.
Nato a L'Avana, restò orfano di padre a soli 6 anni di età. Nel 1944 si aggiunse al popolare gruppo La Sonora Matancera come vocalist, nel quale restò per più di una decade come primo cantante e collaborò con artisti del calibro di Celia Cruz.
A partire dal 1955 lasciò Cuba per trasferirsi prima in Colombia, poi in Venezuela ed infine in Messico, dove restò fino alla sua morte nel 1983.